# 德国法兰克福圣殿

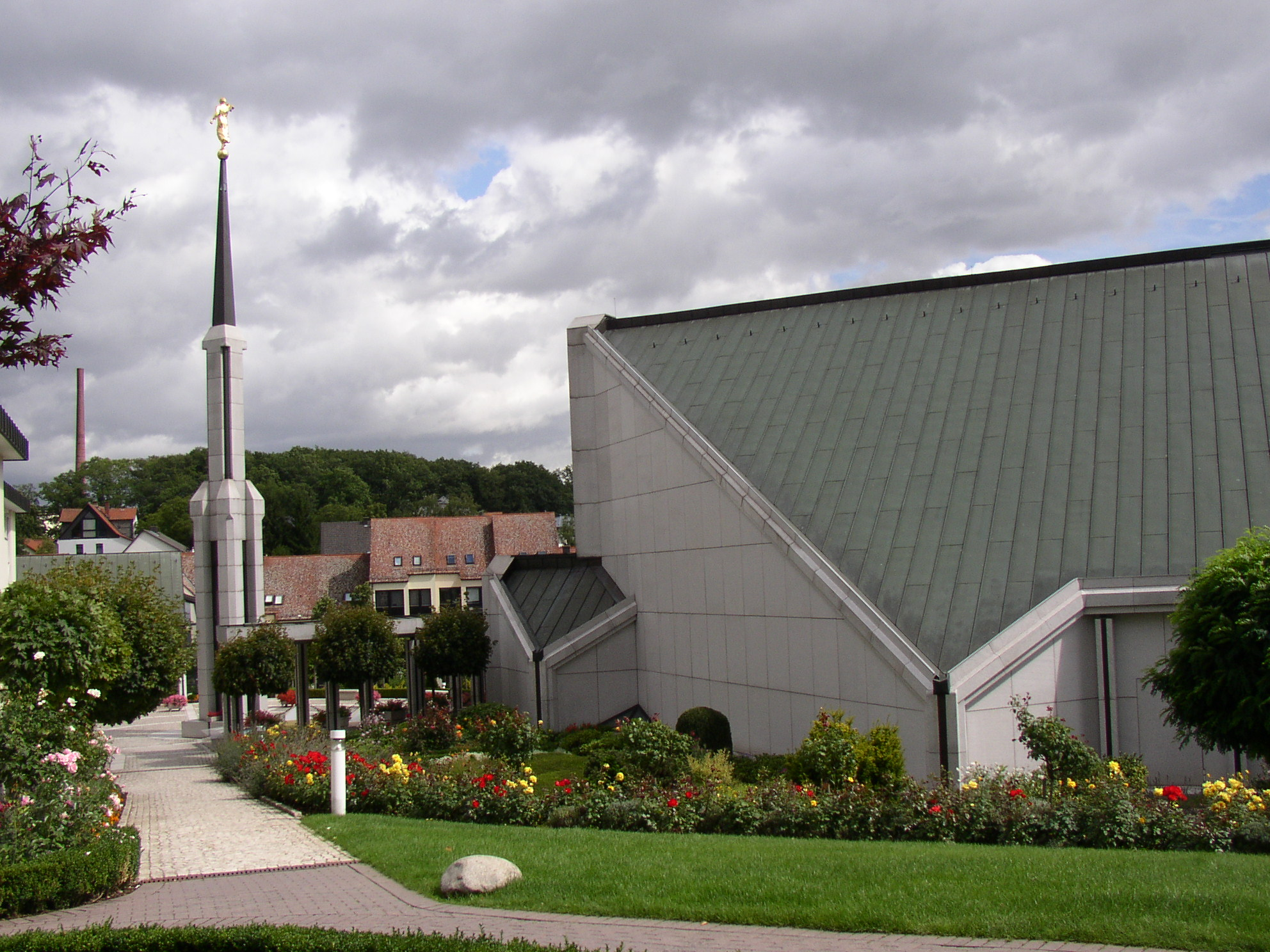
入口

德国法兰克福圣殿是耶稣基督后期圣徒教会第41个开放的圣殿，位于德国黑森州的腓特烈斯多夫，在法兰克福以北20公里。
德国法兰克福圣殿于1981年4月1日宣布修建，1987年8月28日奉献，晚于当时属于东德的德国弗莱贝格圣殿。
1990年10月3日两德统一以后，德国成为美国以外第二个拥有一个以上圣殿的国家。不到6周以前，1990年8月25日，加拿大的安大略多倫多聖殿奉献，成为美国以外第一个拥有一个以上圣殿的国家。